# بابابوم (برنامج تلفزيوني)
بابابوم برنامج ألعاب تفاعلية ترفيهي عرض عام 2009 على شاشة تلفزيون المستقبل اللبناني وقدمته الإعلامية كارين سلامة. الجائزة الكبرى التي قدمت بلغت قيمتها 20 ألف دولار أمريكي.
المسابقة هي النسخة العربية من البرنامج الهولندي "Ba Ba Boom" الذي يوزع من قبل شركة سوني العالمية والتي تم عرضه في العديد من الدول حول العالم.

## طريقة اللعب
يواجه المشتركون في المسابقة مجموعة من عارضات الأزياء اللاتي يضعن قفازات في أياديهن تحتوي ثلاثة منها على ثلاث قطع معدنية بواقع قطعة واحدة في كل يد.
وتتلخص مهمة المشارك في اختيار القفازات التي لا تحتوي على القطع المعدنية كي يفوز بالجائزة الكبرى التي تنخفض إلى مقدار النصف إذا ما وقع اختياره على اليد التي تحمل القطعة المعدنية.
ومن أجل مساعدة المشاركين على اختيار القفاز الصحيح، تطلب كارين من العارضات القيام بحركة «بابابوم» التي تتمثل في ضرب اليد على الطاولة ثلاث مرات لتسهيل مهمة المتسابقين، علما بأن وسيلة المساعدة هذه تكلف المتسابق مبلغاً من المال يخصم من رصيده الفعلي.
يشترك في كل حلقة أربعة متسابقين تقدم لهم مجموعة من وسائل المساعدة، وعليهم حسن الاختيار حتى لا يتعرضوا لمغادرة البرنامج، ولكي يتمكنوا من مواصلة مسيرتهم التي قد يحالفهم الحظ فيها من خلال ربح الجائزة الكبرى التي تبلغ قيمتها 20 ألف دولار أميركي.